# Железная дорога Конго — Океан
Железная дорога Конго — Океан (фр. Chemin de fer Congo-Océan, CFCO) — железная дорога в Республике Конго, соединяющая города Пуэнт-Нуар и Браззавиль. Длина железнодорожной линии составляет 502 км, колея — 1067 мм. Дорога построена для транспортировки грузов из порта Пуэнт-Нуар в долину реки Конго. Нижняя часть Конго не является судоходной из-за порогов и водопадов (включая водопады Ливингстона), и железная дорога позволяет обойти этот участок. От Браззавиля грузы развозятся на кораблях по Конго и её притоку Убанги.

## История
Строительство железной дороги началось в 1921 году и закончилось в 1934 году. Всё это время современная территория республики Конго входила во французскую колонию Французская Экваториальная Африка. Строительство велось в тяжёлых условиях, и, по оценкам, более 17 тыс. рабочих, в основном с территорий, ныне входящих в Чад и Центральноафриканскую Республику, умерли на строительстве.
В 1962 году было построено ответвление в город Мбинда на границе с Габоном, где на железную дорогу погружали марганцевую руду, которая транспортировалась по канатной дороге компании COMILOG. Руду затем перевозили по железной дороге в порт Пуэнт-Нуар. Канатная дорога была закрыта в 1986 году, когда Габон построил собственную железную дорогу до Моанды, но ветка на Мбинду продолжает действовать.
Железная дорога использовала паровозы компании Golwé, выпускавшиеся во Франции специально для стран Западной Африки. В настоящее время используются тепловозы.
В 1997 году в Конго началась гражданская война, что стало причиной для закрытия линии на шесть лет. Затем железная дорога открылась снова, но до сих пор находится в полуразрушенном состоянии.
В 2007 году компания CMKC Group подписала сделку, согласно которой предполагается строительство железнодорожных веток в Весо и Джамбалу. Предполагается, что ветки будут в основном использоваться для вывоза леса.
22 июня 2010 года произошла крупная железнодорожная катастрофа, когда пассажирский поезд сошёл с рельсов, и четыре вагона упали в овраг. При этом погибло 60 человек.